# Heinz Paus

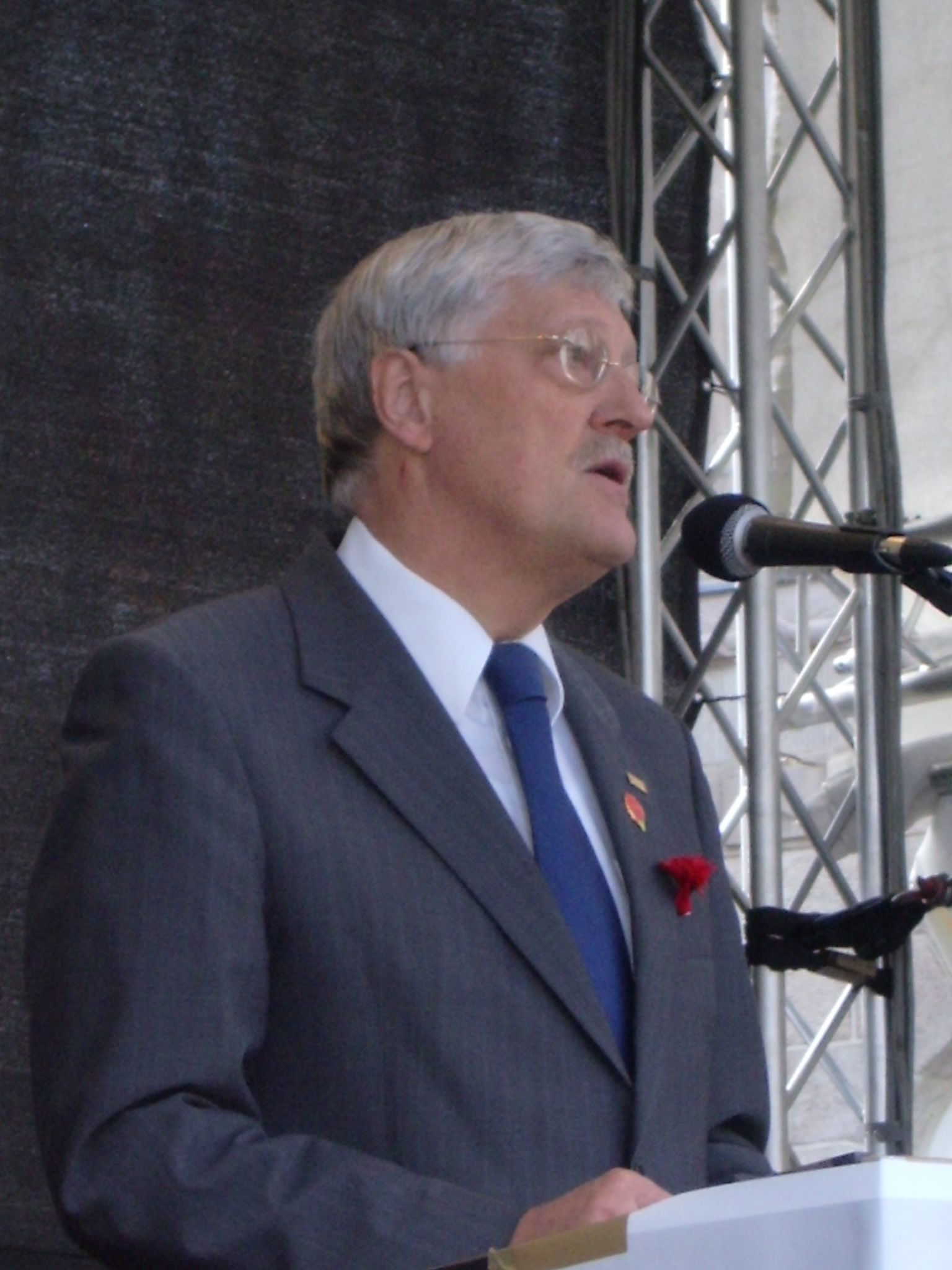
Heinz Paus (1. Mai 2008)

Heinz Paus (* 3. März 1948 in Alstätte) ist ein deutscher Politiker (CDU). Er war von 1999 bis 2014 der (erstmals direkt gewählte) amtierende Bürgermeister der Stadt Paderborn.

## Leben
Der Sohn eines Gastwirts absolvierte von 1969 bis 1975 in Münster, Tübingen und an der Verwaltungshochschule Speyer ein Jura-Studium und war nach seinem zweiten Staatsexamen in Detmold als Rechtsanwalt tätig. Seit 1984 ist er Notar, seit 1992 Fachanwalt für Verwaltungsrecht.
1999 wurde Heinz Paus vom Kardinal-Großmeister Carlo Kardinal Furno zum Ritter des Ritterordens vom Heiligen Grab zu Jerusalem ernannt und am 15. Mai 1999 im Paderborner Dom durch Bischof Anton Schlembach, Großprior der deutschen Statthalterei, in den Orden investiert.
Am 4. November 2013 wurde er zum Präsidenten des Bonifatiuswerk, einem katholischen Hilfswerk gewählt.
Paus ist verheiratet und hat zwei Söhne.

## Politische Laufbahn

### In der CDU
Heinz Paus trat 1972 in die CDU ein, war von 1974 bis 1977 Vorsitzender der Jungen Union in Detmold und von 1978 bis 1993 Vorsitzender des CDU-Stadtverbandes von Detmold. Von 1975 bis 1984 und ab 1994 war er sachkundiger Bürger im Rat der Stadt Detmold, von 1979 bis 1980 Mitglied des Kreistages Lippe. Seit 1982 war er stellvertretender Landesvorsitzender des Arbeitskreises christlich-demokratischer Juristen sowie Stellvertretender Vorsitzender des Bundesfachausschusses Innenpolitik der CDU Deutschlands.

### Landtagsmandat
Paus war vom 29. Mai 1980 bis zum 30. September 1999 Mitglied des neunten, zehnten und elften Landtags. Aus dem zwölften Landtag schied er am 30. September 1999 vorzeitig aus.

### Bürgermeister von Paderborn
1999 wurde er zum ersten hauptamtlichen Bürgermeister von Paderborn gewählt und löste Wilhelm Lüke im Amt ab. Bei den Bürgermeisterwahlen 2004 und 2009 wurde er jeweils wiedergewählt.
Paus war 1. Vizepräsident (2004; 2007–2014) und Präsident des Städte- und Gemeindebundes Nordrhein-Westfalen (2004–2007).
Neben seiner Tätigkeit als Bürgermeister von Paderborn hatte Heinz Paus einen Sitz im Aufsichtsrat der E.ON Westfalen Weser AG inne. Unter seiner Leitung wurden die Paderborner Stadtwerke im Jahr 2001 an die PESAG AG verkauft, deren Mehrheitsaktionär die E.ON Energie AG war. Diese fusionierte im Jahr 2003 drei Regionalversorgungsgesellschaften, darunter die PESAG AG, zur E.ON Westfalen Weser AG.
Paus geriet innerparteilich unter Druck, als sich der Bau der damaligen „paragon arena“, dem geplanten Stadion für die Fußballer des SC Paderborn 07, durch Anwohnerklagen über viele Monate verzögerte und schließlich ein Baustopp erwirkt wurde, der lange Zeit rechtsgültig war. Die „paragon arena“ wurde am 20. Juli 2008 offiziell eröffnet.
Im März 2013 kündigte Paus seinen Verzicht auf eine erneute Kandidatur als Bürgermeister an.

## Ehrungen und Auszeichnungen
- Ritter des Ritterorden vom Heiligen Grab (1999)
- Ernennung zum 82. Ehrenmitglied des Paderborner-Bürger-Schützenvereins von 1831 e.V (2001)
- Ehrenmitglied der CV-Verbindung K.D.St.V. Guestfalo-Silesia Paderborn (2006)